# Rebstock

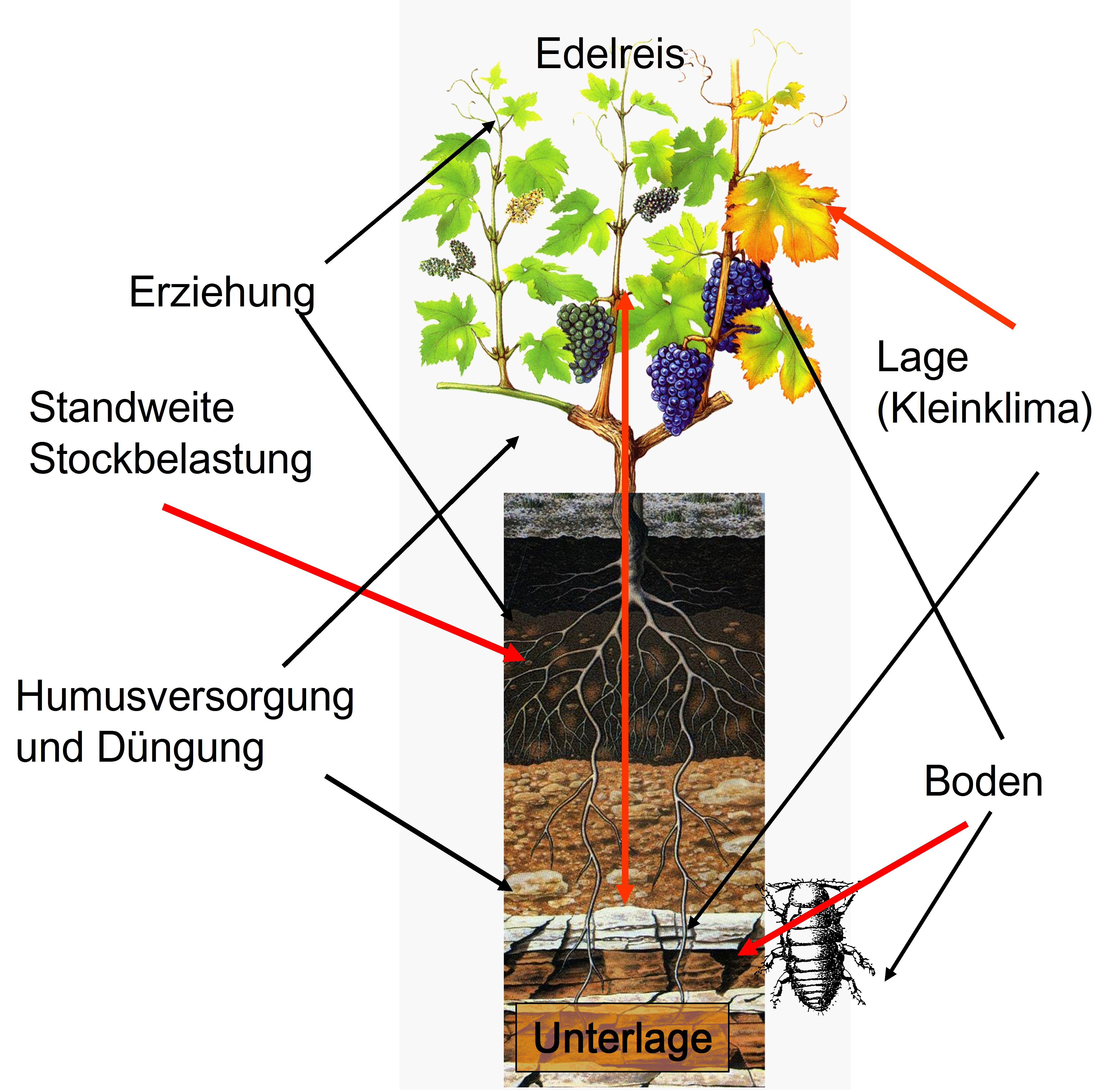
Ober- und unterirdische Organe eines Rebstockes

Der Rebstock oder Weinstock ist die kultivierte Wuchsform der Weinrebe. 
In der Regel sind die Rebsetzlinge (Setzhölzer) heute Pfropfreben, bei denen auf eine Unterlage aus einer reblaustoleranten Unterlagensorte ein Reis (kleiner Zweig) einer edlen Rebsorte aufgepfropft wird. Damit werden die Eigenschaften beider Rebsorten kombiniert, insbesondere die Reblausresistenz des (amerikanischen) Wurzelstocks mit den die Weinqualität bestimmenden Eigenschaften der aufgepfropften (europäischen) Edelreiser.
Je nach Erziehungssystem erhält das alte Holz eine charakteristische Form. 

In der Vegetationsruhe (Winter bis Frühjahr) wird der Rebstock geschnitten. Der dann im Frühjahr austretende, reichhaltige Wundsaft wird Rebtränen, Rebwasser oder Rebenblut genannt.
→ siehe Hauptartikel Reberziehung

## Alter

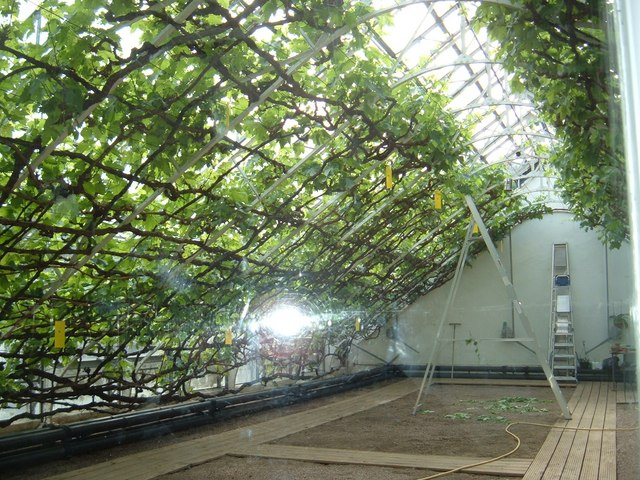
The Great Vine, der größte Weinstock der Welt

Die biologische Uhr bestimmt die Leistungsfähigkeit des Rebstocks. Der erste Ertrag stellt sich oft erst im dritten Jahr ein, bis zum 20. Jahr trägt er reichlich. Mit zunehmendem Alter verliert der Rebstock jedoch seine Fruchtbarkeit, er beginnt weniger Früchte zu bilden, diese sind aber im Hinblick auf die Konzentration der Inhaltsstoffe denen von jüngeren Reben oft überlegen. Je älter ein Weinstock, desto tiefer reichen seine Wurzeln (abhängig von der Unterlagensorte), mit denen er dann auch in trockenen Sommerperioden immer noch genug Wasser aus dem Boden ziehen kann. Einzelne Rebstöcke können 100 Jahre und älter werden. Als größter und ältester Rebstock der Welt gilt The Great Vine im Garten von Hampton Court Palace, der 1768 unter der Leitung von Capability Brown gepflanzt wurde und von dem auch heute noch jährlich etwa 300 kg Tafeltrauben der Sorte Black Hamburg geerntet werden.